# Rafael Gras i Esteva
Rafael Gras i Esteva (Lleida, Segrià, 1870 - Zamora, 1921) fou un arxiver i historiador català.
Després de llicenciar-se en Filosofia i Lletres el 1892, el 1895 esdevindria arxiver de la Paeria de Lleida, càrrec que ocuparia fins a 1909. Des d'aquest càrrec s'ocupà de la catalogació de la valuosa col·lecció de privilegis reials. Des de 1898 va ser professor auxiliar de l'Institut d'Ensenyament Secundari de Lleida i, a partir de 1899, cronista oficial de la ciutat de Lleida. La Societat Econòmica d'Amics del País d'aquesta ciutat li premià el treball Lérida y la Guerra de la Independencia (1899). La seva obra d'investigació històrica més destacada és La Pahería de Lérida (1911).
El 1909 va obtenir per oposició la càtedra de Geografia i Història de l'Institut de Zamora que va exercir fins a la seva mort. Estant a Zamora es va vincular amb el seminari que impartia Rafael Altamira al Centre d'Estudis Històrics de la Junta per a l'Ampliació d'Estudis i Investigacions Científiques (JAE). El 1912 la JAE li concedeixen una pensió de dos mesos a França. El 1914 se li concedeix una nova pensió per fer investigacions en arxius de París sobre el regnat de Josep Bonaparte a Espanya. Allà es va dedicar a compulsar i copiar documents històrics allotjats als Arxius Nacionals de França i a l'Ambaixada espanyola. Va centrar la seva atenció en les Corts de Baiona, en projectes i plans de reformes polítiques i econòmiques a Espanya, correspondència d'espanyols emigrats, i altres documents relacionats. El 1916 renúncia a una tercera pensió per la recent defunció de la seva dona, i la necessitat de cuidar els seus sis fills.
Més enllà de la seva activitat professional i acadèmica, durant la seva residència a Lleida, Gras fou un dels fundadors del Centre Excursionista de Lleida (CEL) l'any 1906.